# Мойсбург
Мойсбург (нем. Moisburg) — община в Германии, в земле Нижняя Саксония.
Входит в состав района Харбург. Подчиняется управлению Холленштедт. Население составляет 1763 человека (на 31 декабря 2010 года). Занимает площадь 11,25 км².
Коммуна подразделяется на 3 сельских округа.